# Манитобский театр юного зрителя
Манитобский театр юного зрителя (англ. Manitoba Theatre for Young People, MTYP) — театр для детей и юношества в историческом районе Форкс города Виннипег, в провинции Манитоба, в Канаде. По состоянию на 2012 год годовая посещаемость учреждения регулярно превышала сто тысяч человек.
В театральный комплекс включает две площадки: главный зал на 315 мест и малый зал. В малом зале нет сидений, и он используется в основном для репетиций и в качестве многофункционального помещения. В здании также есть четыре классных студии, производственные и гардеробные цеха, гримерная, две костюмерные, касса и вестибюль. Площадь театра составляет четыреста девяносто квадратных метров, а площадь сцены — около 125 квадратных метров. Театр в стиле «чёрного ящика» вмещает до 315 человек и может быть реконфигурирован.
Манитобский театр юного зрителя является одним из двух учреждений TYA (Театр для юной аудитории) в Канаде с постоянным местом дислокации и единственным с полным театральным сезоном для детей и юношества.

## История
Театр был основан в 1965 году под названием «Выставка актёров»; он был зарегистрирован в 1977 году. В 1982 году Лесли Сильверман стала художественным руководителем труппы, которая стала при ней профессиональным театром, посвящённым молодежи, и с того времени называется Манитобским театром юного зрителя. Первый сезон 1982/83 года включал спектакли «Маленький зверь», «Сливовый пудинг», «Ты хороший человек, Чарли Браун», «Школьные дворовые игры», «Плачу от смеха», «Магия и сверхъестественное у Шекспира», а также специальный проект «Чувствуя да, чувствуя нет» — программу по предотвращению сексуального насилия над несовершеннолетними.
В 1999 году театр переехал в Центр исполнительских искусств Канвеста, ныне Центр исполнительских искусств Шоу, в помещение площадью две тысячи шестьсот квадратных метров в историческом районе Форкс, построенное для театра и театральной школы.
С 2014 года художественным руководителем является  Пабло Феличес-Луна.

## Программы
Манитобский театр юного зрителя представляет полный театральный сезон для юной аудитории в виде спектаклей и школьных представлений, а также ежегодных двух постановок, с которыми труппа гастролирует как по площадкам города Виннипег, так и по провинции Манитоба.
Театральная школа Манитобского театра юного зрителя предлагает осенние, зимние и весенние занятия, а также лагеря на время весенних и летних каникул и занятия для детей от трёх лет. Театральная школа обслуживает более тысячи шестисот детей и подростков. В ней проводится обучение от начинающего до профессионального уровней, включая ежегодные постановки, исполняемые студентами-подростками из «Молодой труппы» и «Шекспировской труппы», а также различные внеклассные представления. Рабочая программа театра включает мастер-классы по спектаклям как в театре, так и в школах по всей провинции Манитоба.
Манитобский театр юного зрителя предлагает бесплатные курсы актёрского мастерства, исполнительского искусства и киноискусства для молодежи города Виннипег в возрасте от 12 до 18 лет. Курсы ведёт театральный художник Ян Росс. Программа работает как независимое подразделение Манитобского театра юного зрителя. В ней принимают участие более пятисот студентов, и она является крупнейшей в своём роде в Канаде. Организация «Культурные связи для молодежи» (CCAY) обеспечивает более половины финансирования театральной программы по искусству коренных народов.

## Финансирование
По состоянию на 2012 год операционный бюджет театра составлял 2,2 миллиона канадских долларов. Сбор средств составлял 20% дохода, государственные гранты — 30%, а заработанный доход — 50%. Заработанный доход состоял из платы за обучение в театре, продажи билетов и аренды помещений.
Строительство современного здания театра обошлось в 5,6 миллиона канадских долларов. Хотя в ходе кампании по сбору средств было собрано 4 миллиона канадских долларов, оставшаяся часть денег не была найдена, и по состоянию на 2012 год театр ежегодно делал ипотечные платежи в размере 182 000 канадских долларов из-за образовавшегося долга в 1,2 миллиона канадских долларов.
За период с 2006 по 2011 год финансовый и административный менеджер театра Кэтлин Оуэн-Хант присвоила из театральной кассы более 90 000 канадских долларов. Театр подал на неё в суд, рассчитывая вернуть часть денег.

## Награды и достижения
В 1991 году художественный руководитель театра Лесли Сильверман была награждена 125-й памятной медалью в рамках празднования 125-летия Канады. Манитобский театр юного зрителя стал первым англоязычным театром, получившим премию Канадского института искусств для молодой аудитории в 1992 году. Спектакль «Комета в стране Мумитроллей», поставленный театром в 1994 году, был номинирован на премию Чалмерса; в 1998 году театр получил эту премию за постановку «Старые друзья». В 2007 году театральный спектакль «Комета в стране Мумитроллей» получил премию Доры Мавор Мур за выдающуюся постановку в категории «Театр для юной публики». В 2010 году Манитобский театр юного зрителя получил Премию за приверженность правам человека за «достижения в области продвижения прав человека и социальных преобразований на протяжении почти тридцати лет».